# Vrući Jupiter
Vrući Jupiter je vrsta egzoplaneta. Osim ove skupine, preostale dvije skupine novootkrivenih planeta spadaju u skupine ekscentričnih planeta i planeta slični Jupiteru.
Naziv za ovu skupinu dolazi zbog blizine ove vrste planeta svojoj zvijezdi, visokoj površinskoj temperaturi te zbog svoje veličine, mase i sastava (plinoviti div). Roditeljskoj zvijezdi su blizine oko 0,05 AJ, bliže nego Merkur Suncu, zbog čega su izloženi vrlo visokim temperaturama te su "vrući". Svoju zvijezdu obiđu (revolucija; ophodno vrijeme P < 10 dana) u nekoliko dana dana i pritom im je samo jedna te ista strana okrenuta ka zvijezdi. Jupiterima se ove planete naziva zbog njihove veličine.
Kad su ovakvi planeti ustanovljeni, izazvali su zabunu u znanstvenoj zajednici, Neshvatljiva je mogućnost nastanka tako velika planeta i to još od plinova, a tako blizu zvijezdi. Još je Imanuel Kant iznio teoriju da planet sličan Jupiteru ne može nastati ako je zvijezdi bliže od 5 AJ, jer protozvijezda u ranim stadijima, kad se stvaraju planeti, tako je burna pa otpuše sav plinoviti materijal od kojeg se mogu stvoriti takvi planeti. Neki znanstvenici iznijeli su tezu da planet pri nastajanju zbog gubitka kutne brzine se polako i spiralno primiče zvijezdi u blizini i onda se u jednom trenutku zaustavlja na jako maloj udaljenosti. Još se proučava kako se to zaustavljaju planeti. Pokaže li se ova pretpostavka točnom, onda bi značilo da manji planeti poput Zemlje ne bi mogli postojati u takvim zvjezdanim sustavima. Razlog bi bio što bi pri približavanju zvijezdi veći planet katapultirao u međuzvjezdani prostor sve manje planete nastale u unutarnjem dijelu zvjezdanoga sustava. Prema spoznajama astronoma, ova vrsta zvjezdanih sustava je manjinska u svemiru, što donekle potvrđuju preostale skupine.
Od svih ekstrasolarnih planeta najlakše ih se otkriva metodom radijalne brzine, jer pobuđuju relativno velike i brze oscilacije u kretanju roditeljske zvijezde u usporedbi s ostalim vrstama planeta. 
Primjeri vrućih Jupitera su kod zvijezde 51 Pegaz (Jupiterove mase 0,46, udaljen od zvijezde 0,05 AJ), Rho Raka (0,84 ; 0,11 AJ), HD 217107 (1,3 ; 0,07 AJ) i dr. Kod zvijezde 51 Pegaz je vrući Jupiter 51 Pegasi b, jedan od najpoznatijih. Otkriven je 1995. godine i bio je prvi ekstrasolarni planet koji se našlo da je u orbiti oko zvijezde slične Suncu. 51 Pegasi b ima ophodno vrijeme od oko 4 dana.